# Cascade de Smolari
La cascade de Smolari ou de Smolaré (en macédonien Смоларски Водопад) est une cascade naturelle située près du village de Smolari, situé dans la municipalité de Novo Selo, dans le sud-est de la Macédoine du Nord. Elle se trouve à 630 mètres d'altitude dans le massif de la Belassitsa, qui marque la frontière avec la Grèce, et elle fait partie de la Lomnitsa, un petit cours d'eau montagnard. La cascade de Smolari est la plus haute chute d'eau macédonienne, elle mesure 39,5 mètres de hauteur. Il s'agit d'un des sites touristiques les plus importants de cette région du pays.